# The Tubes
I The Tubes sono un gruppo musicale rock statunitense formatosi nel 1972 in Arizona ma stabilitosi a San Francisco (California). Il loro album di debutto omonimo del 1975 includeva il singolo White Punks on Dope, mentre il singolo del 1983 She's a Beauty fu una hit nella top 10 statunitense e il suo video musicale fu trasmesso frequentemente agli albori di MTV. La band si esibì anche nel film Xanadu del 1980, cantando la parte rock del brano crossover "Dancin'" con una big band.

## Carriera
I Tubes si formarono il 22 marzo 1972 a San Francisco con membri di due band di Phoenix che si erano trasferite a San Francisco nel 1969. Una, i Beans (che si esibivano alternativamente col nome di Radar Men from Uranus), comprendeva Bill Spooner, Rick Anderson, Vince Welnick e Bob McIntosh. L'altra, la Red White and Blues Band, comprendeva Prairie Prince, Roger Steen e David Killingsworth. Dopo essersi esibiti all'Expo '70 in Giappone, Killingsworth lasciò la Red White and Blues Band, lasciando Steen e Prince a cercare un nuovo bassista, anche se senza successo. Prima di trasferirsi a San Francisco, i Beans erano stati tra i beniamini di Phoenix, registrando il tutto esaurito con un ironico concept rock show chiamato "The Mother of Ascension", con tanto di costumi e oggetti di scena. Dopo il trasloco, Bill Spooner lavorò alla sala concerti Fillmore West, spazzando i pavimenti tra un concerto e l'altro dei Beans alla Longshoremen's Hall e in altri locali minori. Lo stile di jam session rumorosa e pesante della band non attirò molta attenzione, così la band dovette tornare a casa a Phoenix. Lì continuarono a registrare il tutto esaurito, il che avrebbe garantito loro abbastanza soldi per pagare l'affitto. Il manager dei Beans ed ex batterista dell'Alice Cooper Group, John Speer, suggerì di aggiungere Prince e Steen alla formazione, insieme al loro roadie John Waybill, per uno di questi concerti. Il soprannome di Waybill nella band era "Fee", abbreviazione di "Fiji", per via della sua folta chioma hippie.
I "Radar Men from Uranus" si esibirono al Celebrity Theatre di Phoenix, oltre a uno spettacolo in Messico, dove furono cacciati dalla città dalla polizia (fu lì che Rick Anderson rischiò di annegare dopo essere stato trascinato dal mare mentre nuotava). Il gruppo rimase unito e si esibì in locali per motociclisti come The Inn of The Beginning a Cotati, in California. All'epoca, le voci erano condivise da Spooner, Steen e Waybill, che interpretavano personaggi diversi. Prairie Prince e l'amico del liceo di Phoenix, Michael Cotten, frequentavano la scuola d'arte al San Francisco Art Institute in quel periodo; attirarono l'attenzione della stampa locale dipingendo un murale raffigurante onde che si infrangevano sul lato del Cliff House Restaurant. Spooner chiese a Cotten di acquistare un sintetizzatore ARP al posto di una cinepresa e iniziò a esibirsi con la band, oltre a creare oggetti di scena e costumi.
Uno dei primi spettacoli dei Tubes si tenne alla mensa dell'Art Institute, nell'ambito di una mostra d'arte della compagna di classe e futura regista di Hollywood Kathryn Bigelow. Mentre sperimentavano con il loro spettacolo teatrale e la loro arte, Prince e Cotten incontrarono la modella Re Styles mentre dipingeva il murale della Cliff House. Styles, nata Shirley Marie Macleod il 30 marzo 1950, a Middelburg, nei Paesi Bassi. Era apparsa sia in "La montagna sacra" di Alejandro Jodorowsky che in "Space Is the Place" di Sun Ra e aveva posato per le riviste Playboy e Penthouse. Nel 1975 le fu attribuito il merito di aver disegnato gli abiti e coreografato i balli della band. Sul palco interpretò Patty Hearst e indossò selvaggi abiti in pelle durante "Mondo Bondage" con Waybill. Nel 1979, lei e Prince si sposarono.
Dopo diversi anni trascorsi a suonare nei bar per motociclisti, la band aveva bisogno di aiuto. Avevano un accordo temporaneo con il produttore David Rubinson e suonavano in cartellone con le Pointer Sisters e Sylvester, ma stavano ancora cercando un pubblico. Prince era stato ingaggiato dalla neonata band jazz-rock Journey per registrare dei demo e contattò il loro manager Herbie Herbert, ex roadie dei Santana e dipendente di Bill Graham. Herbert fece un accordo con Graham: se i Tubes avessero registrato il tutto esaurito in tre concerti locali, Graham gli avrebbe concesso un posto da apertura in uno spettacolo a sua scelta.
Herbert prenotò concerti in un club locale chiamato Village, che andarono sold out grazie a temi ispirati alla cultura underground post-hippie di San Francisco come "The Streaker's Ball" e "Mondo Bondage". Con grande sgomento di Graham, Herbert scelse un posto da apertura per l'imminente concerto dei Led Zeppelin al Kezar Stadium. La band si distinse, incluso Waybill vestito come una prima versione di "Quay Lewd" che lanciò "Cocaine" (farina) e "Pills" (caramelle) al pubblico, che gliele rilanciò. Graham minacciò Herbert dicendo che la band non avrebbe mai più suonato a San Francisco, ma si calmò e alla fine se ne innamorò, prenotandoli al Winterland e in altri locali della California per i concerti di Capodanno e Halloween. Dopo il concerto dei Led Zeppelin del 1973, Herbert voleva fare da manager alla band, ma Spooner e il gruppo si affidarono al team locale Mort Moriarty e Gary Peterson, noti anche come "Bag O' Bucks". Moriarty era interessato all'uso del video nella musica rock e vedeva lo spettacolo dei Tubes come il futuro dei video musicali. Bob McIntosh morì di cancro in quel periodo.
Nel 1974, i Bag O' Bucks registrarono un concerto dei Tubes alla California Hall e distribuirono il "video demo" a Los Angeles. George Daly, responsabile A&R della Columbia Records a San Francisco, realizzò alcuni demo dei Tubes, ma la sede centrale della CBS a New York City non acconsentì a far firmare i Tubes alla Columbia a causa della natura radicale della loro arte. Dopo diciotto mesi, senza successo con la sua etichetta, Daly, su suggerimento di Rick Wakeman, propose finalmente il gruppo alla concorrente A&M Records, dove il suo ex collega e amico A&R della Columbia East Coast, Kip Cohen, aveva recentemente diretto la divisione A&R. Daly portò personalmente i manager Moriarity e Petersen a Los Angeles e Cohen portò i Tubes alla A&M, un raro esempio di supporto interaziendale da parte dei dirigenti di una major. Collaborando con l'avvocato Greg Fischbach, la band firmò con A&M Records.

### Album di debutto
Il primo album dei Tubes, The Tubes (1975), fu prodotto da Al Kooper. Il brano "White Punks on Dope" era un "assurdo inno agli eccessi miserabili" e ridicolizzava i figli dei ricchi e famosi di Hollywood. Da allora, la canzone è stata reinterpretata dai Mötley Crüe, dai P.O.L. (Parade of Losers) e la musicista rock tedesca Nina Hagen ne ha ripreso il brano e ne ha riscritto il testo (non una traduzione del testo originale), intitolando il suo lavoro "TV-Glotzer" ("Patata da divano"), usando questo brano come traccia di apertura del suo album di debutto Nina Hagen Band (1978). La traccia dell'album "What Do You Want from Life?", che divenne un'altra delle canzoni distintive dei Tubes, satireggia il consumismo e la cultura delle celebrità e culmina in un monologo di Waybill che, in un rapido discorso da annunciatore di un quiz televisivo, cita celebrità come Bob Dylan, Paul Williams e Randolph Mantooth, così come prodotti ben noti del periodo, tra cui la macchina per esercizi Dynagym e una serie di veicoli americani come "una mandria di Winnebago" e una "Mercury Montclair..." come parte di un elenco di cose a cui "se sei un cittadino americano, hai diritto" che culmina nel "braccio di un bambino che tiene una mela".
Verso la fine del 1975, la band creò uno spettacolo teatrale senza precedenti, ingaggiando Kenny Ortega per la regia e le coreografie, la comica Jane Dornacker e la sua band "Leila and the Snakes" e il pioniere del supporto eventi/video T.J. McHose per la trasmissione in diretta di filmati per ogni canzone. Lo spettacolo fu acclamato dalla critica e li fece debuttare nel mondo dello spettacolo a Los Angeles, con repliche sold-out al Roxy Theater, al David Allen's Boarding House e al Bimbo's di San Francisco, oltre che al The Bottom Line di New York. Rispetto al Rocky Horror Picture Show dell'epoca, lo spettacolo teatrale dei Tubes era più vicino al Saturday Night Live con il suo mix di satira di attualità e routine sovversive postmoderne in stile Andy Kaufman, come Waybill che picchia una coppia in prima fila (che era stata piazzata) durante il "Crime Medley", per poi togliersi il travestimento mentre la band si lanciava in "Mondo Bondage" e un'enorme pila di "Kill Amplifiers" (cartone) che cadeva su Quay Lewd durante il finale di "White Punks on Dope".
La band faceva parte della scena comica underground di metà anni '70, che comprendeva The Credibility Gap, Firesign Theatre, Ace Trucking Company, Kentucky Fried Theater, Groundlings, Ken Shapiro's Channel One Video Theatre e National Lampoon. Il L.A. Connection Comedy Theatre si esibì più volte durante l'intervallo degli spettacoli dei Tubes. Nel 1975, ai Tubes fu offerto un posto al Saturday Night Live con Howard Cosell e al Saturday Night della NBC, ma il manager Mort Moriarty voleva che la band potesse suonare diverse canzoni di seguito per dimostrare quanto fossero rapide le loro transizioni; entrambi gli spettacoli declinarono e, senza importanti apparizioni televisive, i Tubes persero un'enorme visibilità televisiva, consolidando il loro status di gruppo "cult" fino all'inizio degli anni '80. La troupe in tournée della band a quel punto contava fino a 24 persone, il che rendeva difficile andare in tour per le settimane standard che la maggior parte delle band dell'epoca si impegnava a costruire una base di fan.

### Young and Rich
Il secondo album dei Tubes, Young and Rich (1976) per la A&M Records, fu prodotto da Ken Scott. Conteneva "Don't Touch Me There", un suggestivo duetto tra Waybill e Styles, arrangiato nel classico stile "Wall of Sound" da Jack Nitzsche. Il brano fu scritto a quattro mani da Ron Nagle e dalla ballerina/cantante dei Tubes Jane Dornacker.
La band fece un tour in America con un nuovo spettacolo che includeva i nuovi brani "Slipped My Disco", "Madam, I'm Adam" e "Pimp". Suonarono anche in diverse serate sold out allo Shrine di Los Angeles e al Bimbo's di San Francisco. Mingo Lewis si unì alla band dopo aver suonato con loro in diversi concerti al Bimbo's.

### Now, What Do You Want From Live, Remote Control
Il terzo album dei Tubes, Now (1977), fu un tentativo di scrivere canzoni meno satiriche, con la band che condivideva la scrittura con Bill Spooner. Fu registrato mentre la band si esibiva in un evento speciale nei fine settimana al Whisky di Los Angeles. Fecero un piccolo tour americano sulla costa occidentale e un mese al Palace of Fine Arts di San Francisco, con lo spettacolo più elaborato della band fino ad allora. La band aveva incontrato il manager Rikki Farr a un concerto di apertura per Alice Cooper. Farr si innamorò dello spettacolo della band e accettò di gestirli dopo che questi fecero causa a Bag O' Bucks per rescindere il contratto. Farr usò la sua fama in Inghilterra per promuoverli come "la risposta americana al punk".
La band creò un nuovo spettacolo teatrale "best of" e infine fece un tour in Europa. Furono banditi in diverse città e attirarono l'attenzione della stampa per il loro spettacolo satirico e cupo che prendeva in giro la cultura consumistica americana con ballerini, video e sketch. Si esibirono al The Old Grey Whistle Test e suonarono "God-Bird-Change" e "White Punks on Dope".
Dopo il loro disco dal vivo "What Do You Want from Live" (1978), registrato durante la loro tournée da record all'Hammersmith Odeon di Londra, la band fece un tour in America e suonò al Pantages Theater di Hollywood, registrando il tutto esaurito, attirando celebrità come il cast di Laverne e Shirley, Cher, Kate Jackson e Gene Simmons. Lo spettacolo teatrale aveva raggiunto nuovi livelli di oscenità, con il grosso dildo di Quay Lewd che gli usciva dal costume e un finto numero di allarme bomba chiamato "The Terrorists of Rock", che spinse Cher a fuggire dal teatro, convinta che la minaccia fosse reale. In seguito chiese alla band di apparire nel suo successivo speciale televisivo "Cher...Special". La band tornò in Europa per dare seguito al loro grande successo, ma lo spettacolo fu cancellato dopo che Waybill cadde dal palco e si ruppe una gamba. La band tornò e suonò le date in autunno prima di essere headliner al Knebworth Rock Festival con Frank Zappa, Peter Gabriel e i Boomtown Rats.
Il quarto album per la A&M, Remote Control (1979), fu un concept album prodotto da Todd Rundgren, su un idiota-savant dipendente dalla televisione, ispirato al romanzo di Jerzy Kosinski Being There (da cui fu poi tratto un film con Peter Sellers). La copertina di Remote Control (1979) mostra un neonato (il figlio di Rikki Farr) in un "Vidi-Trainer" (un seggiolino per auto/TV con tettarella per biberon) creato appositamente da Michael Cotten e Dave Mellot. Gran parte della nuova musica fu riscritta da Rundgren e dalla band in studio, inclusa "Turn Me On" (in precedenza "Get Over It"); il brano di "The Terrorists of Rock" fu cannibalizzato per diventare "Telecide".
Waybill e Styles cantarono insieme in "Prime Time", sebbene Rundgren avesse cercato di registrarne una versione solo con Styles. Quando Waybill lo scoprì, pretese di cantare anche lui. La band ha eseguito la canzone a Top of the Pops e in tour in Europa prima di eliminarla dal set a causa delle tensioni tra Waybill e Styles.
Il tastierista e visual stylist Michael Cotten ha ideato un innovativo spettacolo multimediale per il tour "Remote Control", che utilizzava diversi monitor TV e un proiettore cinematografico da 35 mm, costato, secondo Cotten, 12.000 dollari (equivalenti a circa 50.000 dollari nel 2022). Lo hanno testato (senza prove generali) alla Royce Hall dell'UCLA, ma si sono verificati diversi problemi tecnici, tra cui la scarsa visibilità dei piccoli schermi TV e problemi di sincronizzazione con le proiezioni cinematografiche. Lo spettacolo è stato cancellato dopo che Steen, Waybill e il management del gruppo si sono lamentati del costo, e dello spettacolo che avrebbe superato la musica. Ciò ha portato a un tour ridotto negli Stati Uniti, in Giappone e in Europa con gli Squeeze come gruppo di supporto. La band ha anche suonato due spettacoli al Greek Theatre di Los Angeles, con la Yellow Magic Orchestra come supporto; Lo spettacolo fu pubblicato in home video nel 1982. Nel 1980 la band tenne un'asta di oggetti di scena e costumi dei Tubes al Boarding House, prima di tentare di esibirsi come gruppo rock tradizionale in diversi spettacoli sold-out al The Roxy di Los Angeles.

### Video musicali
John Tobler ha affermato che con la loro competenza mediatica e le loro abilità teatrali, i Tubes erano nati per creare video rock, ma sono arrivati diversi anni troppo presto. Tuttavia, la band ha prodotto almeno una raccolta di video musicali, che sono stati pubblicati sul disco elettronico RCA Capacitance Electronic Disc e Pioneer Laserdisc del 1982 The Tubes Video, contenente versioni di dodici dei successi della band, tra cui "White Punks on Dope", "Mondo Bondage", "Talk to Ya Later" e la maggior parte dell'album The Completion Backward Principle, in video musicali prodotti con maestria basati sugli spettacoli teatrali del gruppo. È stato diretto da Russell Mulcahy e girato agli Shepperton Studios di Shepperton, in Inghilterra.

### Pionieri della produzione teatrale
I Tubes mettevano la loro creatività e le loro capacità artistiche principalmente nelle esibizioni dal vivo, in cui le canzoni potevano trasformarsi in veri e propri numeri di produzione, con oggetti di scena e costumi realizzati al Tubes Warehouse dalla band, dalla troupe e dagli amici. Tutto veniva satireggiato, dalla parodia di un film sulla spiaggia per "Sushi Girl", alle peripezie sadomaso in abiti di pelle in "Mondo Bondage", fino alle buffonate del quiz televisivo "What Do You Want from Life?". Al loro apice, i loro spettacoli dal vivo includevano decine di altri artisti, tra cui ballerini di tip tap e acrobati. Le produzioni teatrali dei Tubes erano coreografate da Kenny Ortega e vedevano nel cast Jane Dornacker, LeRoy Jones, Michael Holman, Michael Springer, Cindi Osborn, Heline Gouax e Mary Niland dal 1975 al 1977.
Dal 1978 al 1979, il cast includeva Sharon Collins, Caty Bevan e Loryanna Catalano. Il tour Completion Backward vide la partecipazione di Shelley Pang, Cheryl Hangland, Joey Richards e Cynthia Rhodes. Dal 1983 al 1985, Michele Gray (che in seguito sposò Todd Rundgren) e Cheryl Hangland furono le prime ballerine. Diversi membri della crew, tra cui il tour manager Steve "Chopper" Borges, Lee Collins e Gail Lowe, fecero frequenti apparizioni sul palco in vari ruoli.
I concerti dei Tubes tra la fine degli anni '70 e l'inizio degli anni '80 erano pieni di riferimenti al cinema mainstream: Il Dottor Stranamore (1964), Rollerball (1975), La febbre del sabato sera (1977), Grease (1978), film di serie B allora dimenticati [Wild Women of Wongo (1958), L'attacco della donna di 50 piedi (1958)], musica (Tom Jones, punk rock, un medley di temi televisivi di Nelson Riddle), cultura pop contemporanea (Patty Hearst, il programma Viking), televisione (Let's Make a Deal, Fernwood 2Nite, l'anime Raideen) e letteratura (A Walk on the Wild Side di Nelson Algren).[citazione necessaria]
Tuttavia, i concerti erano costosi da produrre e, sebbene guadagnassero alla band la reputazione di essere uno dei gruppi dal vivo più divertenti dell'epoca, all'inizio degli anni '80 la band si era ritrovata indebitata con A&M Records, anche dopo aver venduto i diritti delle loro canzoni per supportare il tour.

### Licenziamento dalla A&M Records e contratto con la Capitol Records
Il quinto album in studio della band, l'autoprodotto Suffer for Sound, avrebbe dovuto completare il contratto del gruppo con la A&M. La recessione aveva colpito l'industria musicale e molte altre band furono tagliate dalla A&M alla fine degli anni '70. La band doveva alla A&M una grossa somma di denaro e, dopo aver fatto ascoltare il nuovo disco a Jerry Moss, Rikki Farr insultò i gusti musicali di Moss per assicurarsi che la band venisse lasciata andare e potesse firmare con una nuova etichetta. L'amico dei Tubes, Matt Leach, produsse la raccolta di outtake, lati B e stranezze T.R.A.S.H. (Tubes Rarities and Smash Hits) (1981). La band firmò con la Capitol Records da Bruce Garfield e Bobby Colomby, attenuando gli sketch vietati ai minori per i concerti dal vivo e riprogettandosi come un ensemble più snello con l'obiettivo di pubblicare successi più accessibili. La band ha collaborato con Bobby Colomby per trovare una nuova direzione musicale e ha poi incontrato possibili produttori, tra cui Jeff "Skunk" Baxter, prima di optare per David Foster. I Tubes e David Foster hanno registrato "Gonna Get It Next Time" per la colonna sonora del film "Modern Problems" di Chevy Chase, diretto da Ken Shapiro.

### Successo
The Completion Backward Principle (1981) fu prodotto da David Foster (Earth, Wind and Fire) e missato da Humberto Gatica. Conteneva il classico rock radiofonico "Talk to Ya Later", scritto da Waybill, Foster e il chitarrista dei Toto Steve Lukather. I crediti di scrittura dei brani furono nuovamente condivisi, ma includevano il contributo di tutti i membri, tra cui "Attack of the 50 Foot Woman" di Prince, "Think About Me" di Cotten, "Don't Want to Wait Anymore" di Vince Welnick e "Matter of Pride" di Steen. L'album era una satira del movimento aziendale "Morning in America" di Reagan e includeva foto dei membri della band ripuliti e in giacca e cravatta. La band ottenne anche il suo primo successo nella Top 40 degli Stati Uniti nel 1981, "Don't Want to Wait Anymore", con la voce di Spooner. La band tornò in tournée in America e in Europa con un nuovo spettacolo teatrale ideato da Cotten, Prince e Ortega, con nuovi ballerini tra cui Cynthia Rhodes, che avrebbe lasciato poco dopo per recitare in Flashdance e Staying Alive. Si diceva che Styles avesse lasciato la band: Waybill disse all'epoca che stava "intraprendendo una carriera cinematografica a Hollywood o qualcosa del genere". Styles, Cotten e Prince suonarono come Boring Squares a San Francisco nel 1980. Si diceva anche che il trio avesse suonato uno spettacolo a Bora Bora nel 1984.
Il singolo "Sports Fans" fu registrato dal vivo durante l'intervallo della leggendaria partita "The Catch" dei San Francisco 49ers; i membri della troupe dei Tubes sono visibili a bordo campo nel replay al rallentatore.
Con l'aumentare della popolarità della band, Waybill fece audizioni per ruoli in Night Shift e Streets of Fire e apparve due volte al Late Night with David Letterman.
Outside Inside (1983) fu prodotto da David Foster e includeva la hit numero 10 negli Stati Uniti "She's a Beauty".[15] L'album fu registrato con diversi musicisti di studio, tra cui membri dei Chicago e dei Toto. Il sound più raffinato aumentò la tensione tra i membri del gruppo più "artisti" (Cotten, Spooner e Prince) e gli appassionati di musica pop (Steen e Waybill). La band suonò "The Monkey Time" su Solid Gold e fece tournée negli Stati Uniti, suonando principalmente in parchi a tema come Six Flags Magic Mountain e in college per una nuova generazione di fan. La band ha filmato uno speciale concerto di un'ora al Kabuki Theatre di San Francisco, trasmesso su MTV e diretto da Jim Yukich. "She's a Beauty" ha vinto il premio come canzone dell'anno e i The Tubes si sono esibiti dal vivo ai BAM Music Awards.

## Formazione

### Attuale
- Fee Waybill - voce
- Roger Steen - chitarra
- David Medd - tastiera
- Rick Anderson - basso
- Prairie Prince - batteria

### Ex membri
- Vince Welnick - tastiere (†2006)
- Bill Spooner - chitarra
- Michael Cotten
- Bob Mcintosh
- Re Styles
- Mingo Lewis
- Jane Dornacker (†1986)
- David Killingsworth
- Gary Cambra

## Discografia

### Album in studio
- 1975 - The Tubes
- 1976 - Young and Rich
- 1977 - Now
- 1979 - Remote Control
- 1981 - The Completion Backward Principle
- 1983 - Outside Inside
- 1985 - Love Bomb
- 1996 - Genius of America

### Live
- 1978 - What Do You Want from Live
- 2001 - The Tubes World Tour 2001
- 2005 - Wild in London
- 2006 - Alive in America
- 2020 - live in San Francisco

### Raccolte
- 1978 - TRASH:Tubes Rarities and Smash Hits
- 1992 - The Best of the Tubes
- 2000 - Millennium Collection: The Tubes
- 2002 - Hoods from Outer Space
- 2003 - White Punks on Dope
- 2008 - Goin' Down the Tubes
- 2009 - Mondo Bindmark